# Limnophora yulongxueshanna
Limnophora yulongxueshanna este o specie de muște din genul Limnophora, familia Muscidae, descrisă de Xue și Tong în anul 2003. Conform Catalogue of Life specia Limnophora yulongxueshanna nu are subspecii cunoscute.